# Гейлер фон Кайзерсберг, Иоганн
Иога́нн Ге́йлер фон Ка́йзерсберг (нем. Johann (Johannes, Jean) Geiler von Kaysersberg ; Шаффхаузен, 16 марта 1445 — Страсбург 10 марта 1510), священник швейцарского происхождения, один из самых популярных проповедников позднего средневековья, религиозный писатель.

## Биография
Иоганн Гейлер фон Кайзерсберг родился 16 марта 1445 года в швейцарском городе Шаффхаузенe в семье помощника нотариуса Ханса Гейлера, служившего с 1446 года в офисе городского клерка Аммершвира.
Когда Иоганну было три года, его отец погиб от ранений, полученных во время охоты на медведя, разорявшего виноградники. Воспитание ребёнка взял на себя дед. Дополнение к фамилии «фон Кайзерсберг» (буквально «из Кайзерсберга») была взята Иоганном Гейлером по названию места проживания деда, сыгравшую значимую роль в его жизни.
Свое образование Иоганн Гейлер начал получать в школе города Аммершвир, недалеко от Кайзерсберга — в настоящее время упразднённого северо-восточного французского кантона, в котором проживала его мать. Получив начальное образования, он через два года становится студентом, недавно созданного Фрайбургского университета. Проучившись четыре года, он последовательно получил сначала звание бакалавра в 1462 году, а потом в 1464 году и магистра искусств. В 1465 году Гейлер принимается в состав одноимённого факультета. Во время учёбы в университете он знакомится идеями гуманистов из Страсбурга, лидером которых был Якоб Вимпфелинг (1450—1528), по прозвищу «воспитатель Германии». От них он проникся идеями борьбы против религиозных злоупотреблений, искоренения пороков своих современников путем восстановления истинной церковной и государственной морали на основе церковных канонов. В этот период жизни он поглощен чтением богословской литературы, в том числе «Мистической теологии» доктора теологии и реформатора системы образования Жана Жерсона с его реформаторскими идеями отношения философии к богословию, вере к науке. По окончании университета Гейлер читает лекции по трудам Аристотеля, теолога Александра Гэльского, о «Сентенциях» Петра Ломбардского. В течение непродолжительного времени с 1469 по 1470 год занимает должность декана факультет искусств.

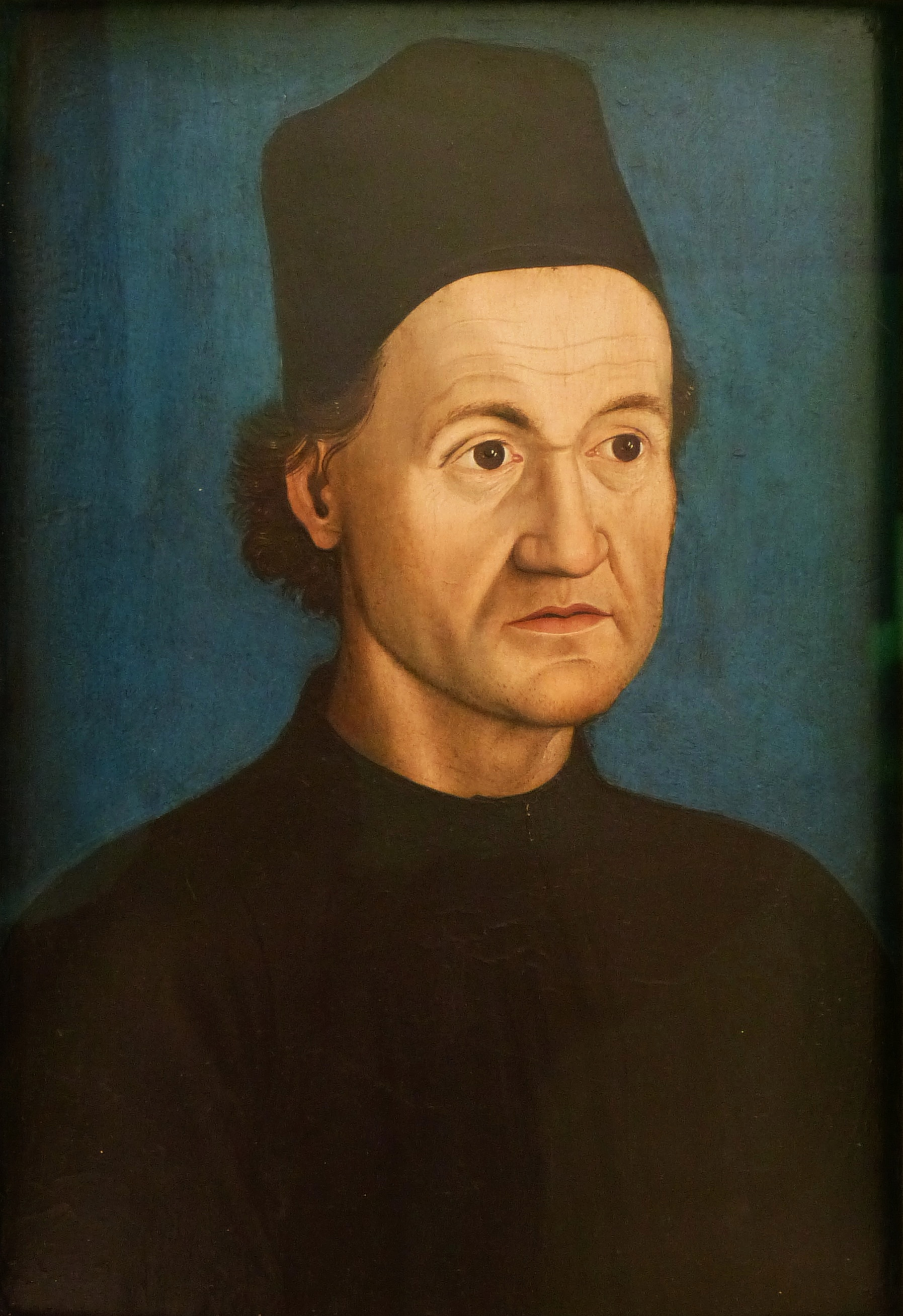
Портрет Иоганна Гайлера фон Кайзерсбера, работы Ханса Бургкмайра,1490.

В 1470 году Иоганн Гайлер рукоположён в священники. В 1471 году он переезжает Базельский университет, где в 1474 году становится деканом факультета искусств, а 1475 году получает звание доктора теологии. В Базеле он познакомился и подружился с будущим популярным писателем — автором средневекового бестселлера «Корабль дураков» Себастьяном Брантом. На это время приходятся его первые проповеди, прочитанные в местном соборе.
Через год Гейлер покидает Базель и возвращается в Фрайбург, где в 1476 году становится профессором теологии. В том же году он достигает вершины своей образовательной карьеры став на непродолжительное время ректором университета. Обладая несомненными преподавательскими способностями, он, неожиданно для многих, в 1477 году отказывается от университетской карьеры отдав предпочтение проповеднической деятельности.
Его проповеди пользовались неизменным успехом. Несколько епископов выразили желание заполучить популярного проповедника. Иоганну Гайлеру стали поступать многочисленные выгодные предложения, сопровождаемые щедрыми подарками. После непродолжительной работы в качестве проповедника кафедрального собора в Вюрцбурге он принимает предложение своего бывшего ученика Питера Шотта, занимавшего влиятельную должность в органах городского управления Страсбурга. Всю оставшуюся жизнь Иоганн Гайлер с 1478 года до своей смерти в 1510 году он прожил и проработал в этом городе, сначала с 1478 года в качестве проповедника Страсбургской церкви Святого Лаврентия, а затем с 1486 года в качестве проповедника в Страсбургском соборе. Лишь в 1488 году он, по приглашению епископа Фредерика II из Золлерна, на несколько месяцев покинул Страсбург для чтения проповедей в Аугсбурге.
Он не ограничивался воскресными и праздничными проповедями в соборе в соответствии с церковными канонами, но и ежедневно произносил свои речи во время постов. Он читал проповеди и вне храма — в прилегающих к городу монастырях и даже в простых сельских поселениях, чем заслужил признание и любовь прихожан.
Проповеди Гейлера отличались яркостью, театральностью, его смелые порой дерзкие обличительные суждения, сопровождающиеся причудливыми примерами из библейских текстов, неизменно достигали своей цели. Однако его тексты не ограничивались только содержанием Библии, они содержали и массу примеров из мирской жизни простого народа и знати.
За свою жизнь Иоганн Гейлер совершил ряд паломничеств. Он совершил путешествие в Швейцарию где встретился с аскетом и мистиком блаженным Николаем из Флюэ (1417—1487 гг.). Также он совершил путешествие в Сент-Бом недалеко от Марселя, чтобы молиться в гроте св. Марии Магдалины. Он часто навещал дружившего с ним епископа Аугсбурга Фридриха фон Гогенцоллерна.
Иоганн Гейлер страдал болезнью почек, из-за которой был вынужден посещать горячие источники Бадена. Однако это ему не помогло избавиться от водянки, и он умер в Страсбурге 10 марта 1510 года. В сопровождении огромной толпы своих поклонников был похоронен у подножия амвона Страсбургского собора.

## Взгляды
В своих проповедях Иоганн Гейлер фон Кайзерсберг подвергал резкой критике практически все светские и религиозные институты своего времени. Для достижения большего эффекта, свои выступления он сопровождал остротами, шутками, часто прибегая к резкой сатире..
Многие его высказывания носили поистине революционный характер и часто высмеивали и проклинали как государственную так и церковную власть. А 1508 году он проповедовал со своей кафедры:

«Все государства извращены, а люди внизу находятся в плачевном состоянии. В то время как народ без гроша, зернохранилища богатых полны. Монахи полны лицемерия, их монастыри — только бордели. Родители, не отдавайте туда своих детей, — девочки станут более злобными, чем проститутки, а мальчики — худшими изгоями! Нет надежды на улучшение христианского мира.».

Иоганн Гейлер, высмеивал плотские потребности и построенный на их основе образ жизни. Используя народный юмор, доставалось от него и бездуховности монахов. Обращался он и к теме к монастырского разврата. «Монастырь состоит не из стен! Он должен находиться в сердце»
Богатых он обвиняет в цинизме — они хранят пшеницу, поднимая цены. Во время голода он призывал бедных опустошать зернохранилища: «взять топоры, идти и забрать то, чего у кого слишком много, а другим, которые без гроша умирают от голода», — произносил он в 1481 году. Он призывает политиков действовать в интересах бедных и больных: для сифилитиков, которых рассматривают как парии, он требует создания аналогов хосписа. Критике Гейлера подверглись и священнослужители, монахи и миряне, особенно самые богатые.
В серии проповедей, прочитанных в начале Великого Поста 1504 года, он сравнивал простых людей с муравьями. Своих слушателей он призывал, что их «малость, терпеливость и смирение» не является поводом для презрения. По его убеждению, маленькие и смиренные люди «часто получали от Бога больше подарков, чем те, кто думает, что они полны духа». Он ссылается на скрытую мудрость муравьев, их ум и способности для создания грандиозных сооружений — муравейника, который в глазах Гейлера символизирует единство всего христианского мира.
Иоганн Гейлер фон Кайзерсберг подчеркивал ведущую роль женщин в колдовстве, он регулярно ссылался на сложившееся соотношения сожженных на костре «на одного мужчину горит как минимум десять женщин». Он объяснял этот факт тем, что женщины «более доверчивы, чем мужчины и склонны к злоупотреблению. Они более подвержены впечатлениям, поэтому их легче соблазнить опасными химерами». Женщины «тщетны и непостоянны», — говорит Гейлер. «Мужчина заводит семью и его радость длится до брака, а затем наступает двадцать или тридцать лет забот и мучений». Молодые девушки и невесты, позволяют себе соблазняться мирскими дарами, которые способствуют и поддерживают их привлекательность и кокетство, делая их развращенными. В то же время в своих проповедях, построенных на основе «Корабля дураков» Себастьяна Бранта, Гейлер высказывается об ошибочности распространенного убеждения, что злые женщины летают на вилах, проходя сквозь закрытые двери. Это высказывание шло вразрез с утверждениями Sylvester Mazzolini, утверждавшего, что ведьмы мазали себя толстым кремом, из плоти неблагодарных детей, сваренных в котле. Однако в проповедях Великого Поста 1508 года он меняет свою позицию «ведьма, оседлавшая смазанные вилы, произносила заклинание перемещается по своим желаниям. Все это работа дьявола, который берет с собой ведьму, обладающую его таинствами и знаками»

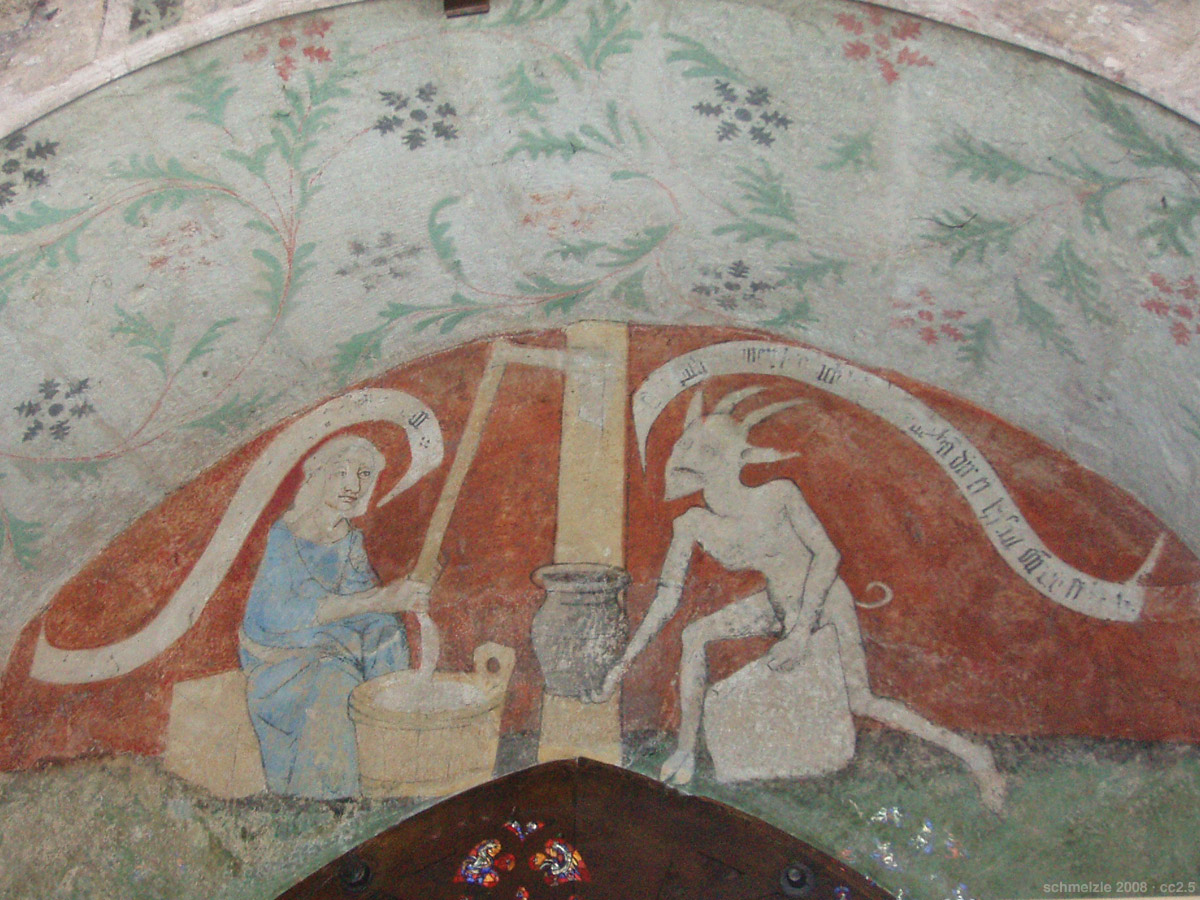
Молочная ведьма. Роспись северной арки церкви Unsere Liebe Frau (Eppingen)

Гейлер не сомневался, что ведьмы могут вызвать разрушительный град и ливневые штормы, стерилизовать коров и высушивать их молоко, наводить порчу, вызывать загадочные болезни и страшные раны. Он убежден, что для достижения своих целей они призывают либо создают мерзких жаб, используют восковые фигуры, калеча их, пробивая иглами. Дьявол использует женщин, строя через них свои козни. Чтобы его победить Гейлер рекомендует стандартный набор средств: посыпать мебель, одежду и крупный рогатый скот святой водой, иметь в дом реликвии свечи и т. д.
В соответствии со своими убеждениями и призванием Гейлер регулярно проповедовал в женских общинах (Reuerinnen von Sankt Magdalena, доминиканцы von Sankt Nikolaus в Undis Ундисе), призывая их к строгому соблюдению их религиозного правил и устоев.

## Проповеди на основе поэмыСебастьяна БрантаКорабль дураков
Одно из самых значимых и популярных его работ — проповеди построенные на основе поэмы Себастьяна Бранта «Корабль дураков». Сатирическая поэма «Корабль дураков» (нем. Narrenschiff, оригинальное название в XV веке — «Daß Narrenschyff ad Narragoniam») Себастьяна Бранта, была издана в 1494 году, в Базеле. Её содержание, построенное в том числе на библейских притчах, зло и одновременно с юмором осмеивало пороки и глупость своих современников, благодаря чему она сразу стала популярна в народе. Гейлер использовал текст поэмы для своих проповедей, читавшихся каждое воскресенье. На их основе в дальнейшем и было создано лучшее его сочинение «Navicula, sive Speculum fatuorum» в котором предпринял попытку религиозной интерпретации светской жизни.
Работа состоит из 412 проповедей о «Narrenschiff», прочитанных им в Страсбургском соборе в период между 1498 и 1499 годами. В обществе оно быстро получило всеобщее признание под кратким названием проповеди «Narrenschiff».

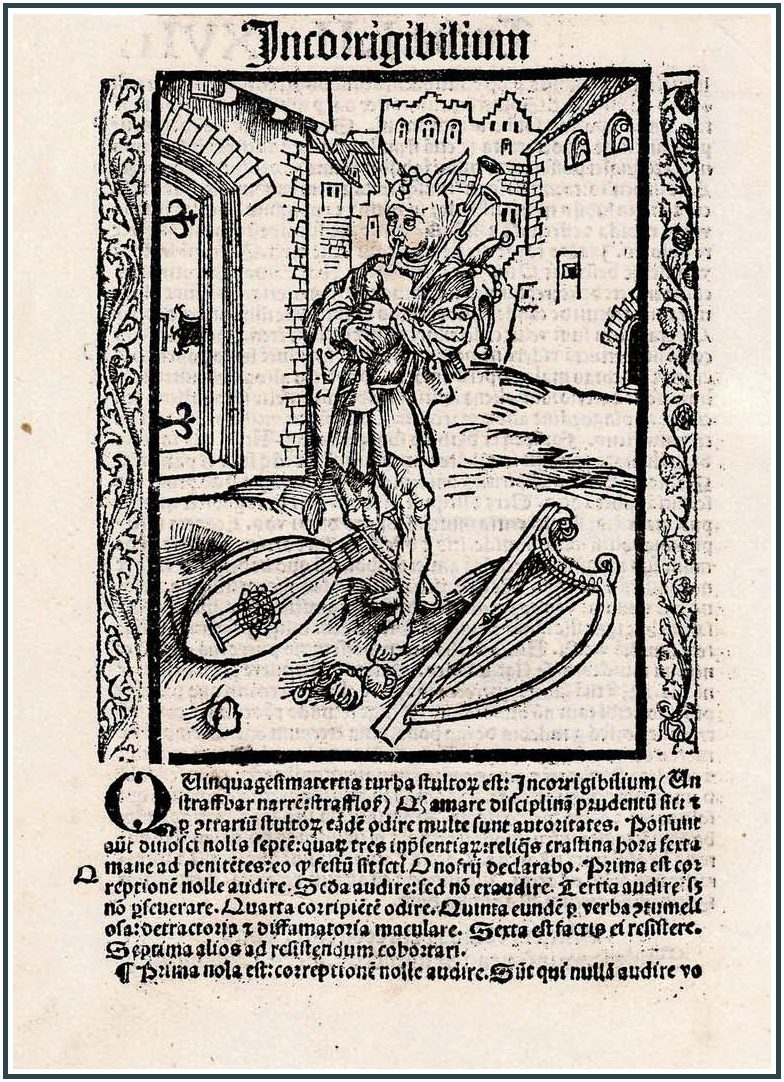
Фрагмент Navicula, sive Speculum fatuorum Иоганна Гайлера фон Кайзерсбера, с гравюрой Альбрехта Дюрера,1494 — 1511. «Глупец музыкант, обожающий волынку и презирающий арфу и лютню».

Первое издание проповедей на латинском языке было отпечатано в Страсбурге Маттиасом (Mathias Schurer) в 1510 году. Спустя год было выполнено второе издание, дополненное иллюстрациями Базельского издания Бранта большая часть из которых была создана Альбрехтом Дюрером.
остальные мастером ксилографии вошедшем в историю под именем Meister des Haintz Narr. В 1513 году эта версия была переиздана Иоганном Кноблочем (Johann Knobloch Drucker). Годом ранее в Страсбурге в 1512 году Johann Grüninger отпечатал немецкое издание с предисловием доктора теологии Иоганна фон Экка. В 1520 году Страсбургский францисканец Джон Паули Johannes Pauli выкупил права на немецкую редакцию проповедей, отпечатанную Йоханнесом Грюнингером Johann Grüninger. Для иллюстрации издания вновь использовались оригинальные гравюры на дереве Альбрехта Дюрера от первого издания «Корабля дураков» 1494 года. Во времена Реформации наступает временное забвение проповедей Гейлера и лишь в 1574 году они вновь издаются в Базеле в изменённой форме, дополненные стихотворением сына Себастьяна Бранта — Онофрия, восхваляющего Гейлера фон Кайзерсберга как истинного переводчика его отца. В дальнейшем текст проповедей послужил эталоном для многочисленных дурацких стихов, сохранивших популярность вплоть до наших дней.
Каждой отдельной проповеди соответствовала определённая главе из поэмы Бранта. В частности, первая проповедь была посвящена книжному дураку.
В ней Гейлер систематизировал глупость на семь разновидностей, каждой из которых соответствовал один из бубенцов колпака шута. В понимании Гейлера книжный дурак подразделяется по следующим признакам:
- Собирание книг ради тщеславия. «Многие люди, не получившие образования, используют книги не как инструменты познания, а в качестве украшения для гостиной залы», при этом он ссылается на работу Сенеки (Seneca, «De tranquillitate», in Moral Essays, ed. R. M. Gummere (Cambridge, Mass., & London, 1955).) Гейлер утверждает, что книги следует хранить не столько в библиотеке, сколько в своей голове.
- Безумное поглощение всех книг без разбору ради мудрости. Глупец тот, кто надеется обрести мудрость, поглотив массу книг. Гейлер сравнивает подобного книголюба с желудком, переполненного пищей. Для данной разновидности глупости он советует оставить только необходимые и полезные книги.
- Книги ради праздного любопытства. Гейлер утверждает, что книги созданы не для праздного любопытства, их следует читать. В его понимании а перелистывать их значит попусту тратить время. Данный вид глупости сродни безумному бегуну, пытающемуся на ходу изучать вывески и надписи на мелькающих перед его глазами домах.
- Книги ради красивых картинок. «Разве это не греховная глупость упиваться видом золота и серебра, когда столько Божьих чад голодает? Разве глазам вашим недостаточно солнца, луны, звезд, цветов и прочих вещей?» Подобный вид глупости он рассматривает как оскорбление мудрости.
- Книги ради обложки. Глупо собирать книги ради красивых обложек и проводить время, праздно рассматривая их.
- Глупо писать и издавать дурно написанные книги, наслаждаясь созерцанием собственных бездарных книг на одной полке с великими авторами.
- Дурак тот, кто в принципе отрицает книги как источник мудрости и знаний.

## Наследие
Иоганн Гейлер признается как один из самых влиятельных проповедников позднего средневековья.
Его рассматривают как предтечу протестантизма.

Он привержен позднему схоластическому мышлению. В терминах церковной политики Гейлера не следует понимать как предшественника Реформации, а как представителя движения религиозного обновления XV века. С реформацией влияние работ Гейлера резко упало".

По оценке Ф. А. Брокгауза и И. А. Ефрона, Иоганн Гейлер фон Кайзерсберг является

«одним из ученейших и оригинальнейших людей своего времени», который «прибегал и к остротам, и к шуткам, а часто к резкой сатире»
— Гейлер-фон-Кайзерсберг // Энциклопедический словарь Брокгауза и Ефрона : в 86 т. (82 т. и 4 доп.). — СПб., 1890—1907.
Его влияние ставится в один ряд с такими проповедниками, как Бертольд Регенсбургский (1210—1272), Иоганн Таулер и Санкта Клара (1644—1709).
Проповеди Гейлера живы и приятны для чтения, что подтверждает его талант и как педагога. Католический священник и известный французский теолог, бывший архиепископом Страсбурга Joseph Doré указывает:

"В то время как Таулер смог нацелить свою аудиторию на меньшую и более мотивированную аудиторию, Гейлер должен был решить задачу привлечения толпы, заполняющей собор. Проповеди Гейлера, несомненно, ближе к современному слушателю, чем работа его прославленного предшественника!

Проповеди Гейлера всегда произносились на немецком народном языке, однако написаны и изданы на латинском языке. В конце XX века его работы заново переводились и перерабатывались. Они переведены на основные мировые языки — на немецком языке выпущено трехтомное издание (1989—1995). Созданы первые подробные переводы его работ и на французском.
К сожалению, лишь незначительная часть проповедей, приписываемых Гейлеру и выпущенных под его именем, является непосредственно его. Они пересказывались, переписывались, редактировались в различных интерпретациях начиная с самых первых изданий.

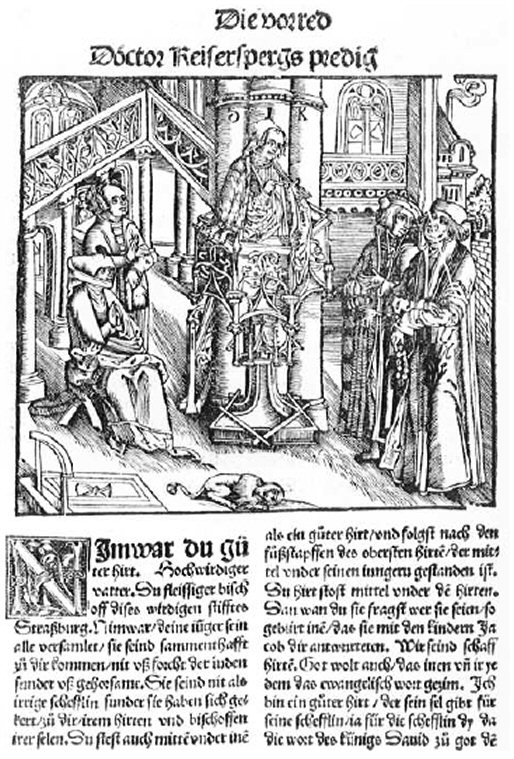
Проповедь Иоганна Гайлера фон Кайзерсбера, с гравюры XVI века Альбрехта Дюрера,1511.

## Интересные факты
- Изящно изрезанная каменная кафедра Страсбургского собора — работа Ганса Хаммера 1485 года[15] была заказана магистратом специально для знаменитого проповедника Иоганна Гейлера фон Кайзерберга[15].
- На лестнице Страсбургского собора находится небольшая фигурка собачки. У проповедника была привычка приходить на службу в сопровождении своего любимца. Во время проповеди собачка мирно спала. Когда проповедь затягивалась и прихожане начинали шуметь, мешая животному, собачка начинала скулить. Это служило сигналом для окончания проповеди. Собачку Гейлера можно увидеть на ксилографии начала XVI века, изображавшую проповедь её хозяина[41]. У туристов вошло в традицию почесать за ушком и погладить скульптурное изображение и тогда ваши загаданные желания обязательно сбудутся.

## Избранные работы Иоганна Гейлера фон Кайзерсберга
Прижизненные издания
- Peregrinus / Der bilger mit seinen eygenschaften (Der Pilger), 1494
- Baum des Seelenheils, 1502, Frankfurt (Oder)
- Predigten teutsch, 1509
- Das irrig Schaf, 1510
- Das Buch Granatapfel, 1510
- Der Seelen Paradies, 1510
- Navicula sive speculum fatuorum, 1510

Посмертные издания
- Navicula poenitentiae, 1511
- Christliche Pilgerschaft, 1512
- Die Passion, 1514
- Evangelibuch, 1515 (hrsg. von J. Pauli)
- Emeis. Dies ist das Buch von der Omeißen, 1517 (hrsg. von J. Pauli)
- Die Brösamli Doct. Kaiserbergs, 1517 (hrsg. von J. Pauli)
- Das Buch von den Sünden das Munds, 1518
- Das buoch Arbore humana … Von dem menschlichē baum …, (hrsg. von Hans Grüninger), 1521[42]
- Postill, 1522